# ليو بينيت
ليو بينيت (31 ديسمبر 1914 في المملكة المتحدة - 24 سبتمبر 1971 في المملكة المتحدة) (بالإنجليزية: Leo Bennett)‏ هو ضابط ولاعب كريكت بريطاني. لعب مع نادي مقاطعة نورثامبتونشير للكريكت ‏.

## وصلات خارجية
- ليو بينيت على موقع إي آس بي آن كريك إنفو (الإنجليزية)